# Немачка подморница У-61
Подморница У-61 је била Немачка подморница типа II-Ц и је коришћена у Другом светском рату. Подморница је изграђена 12. августа 1939. године и служила је у 5. подморничкој флотили (12. август 1939 — 31. октобар 1939) - обука, 5. подморничкој флотили (1. новембар 1939 — 31. децембар 1939) - борбени брод, 1. подморничкој флотили (1. јануар 1940 — 14. новембар 1940) и 21. подморничкој флотили (15. новембар 1940 — 1. март 1945).

## Служба
По завршеној обуци посаде, немачка подморница У-61, испловљава 24. октобра 1939. године из базе Кил, и одлази на своје прво борбено патролирање. Након 22 дана, она се 14. новембра враћа у Кил, где остаје две недеље, када одлази у ново патролирање, које ће се завршити 3. децембра, упловљавањем подморнице У-61 у базу Вилхелмсхафен. Свега четири дана касније, она напушта базу Вилхелмсхафен и креће у нову патролу. Између осталог, на ово патролирање, као и на претходном, подморница У-61 положе једну минску препреку. Патролирање се завршило 18. децембра, када је У-61 упловила у базу Кил.
У 13:40 сати, 22. децембра 1939. године, британски трговачки брод Gryfevale је оштећен када је ударио у једну мину, коју је подморница У-61 положила 1. децембра 1939. године. Дана, 15. јануара 1940. године, У-61 испловљава из базе Кил и одлази на своје четврто по реду борбено патролирање. У 21:27 сати, 22. јануара, незаштићени норвешки трговачки брод  (заповедник Гунар Еге) је био погођен једним торпедом, испаљеног са подморнице У-61, које проузрокује пожар на броду и његово полако потапање. Пет члана посаде је погинуло а 19 преживелих чланова посаде, сакупља норвешки трговачки брод Rona. На овом патролирању, које је трајало 16 дана, ово је био једини брод који је потопила подморница У-61, и она упловљава 30. јануара у базу Вилхелмсхафен.
Дванаест дана касније – 12. фебруара, У-61 испловљава из базе Вилхелмсхафен, и креће у патролу. У 00:23 сати, 18. фебруара 1940. године, подморница У-61 испаљује торпедо, и пријављује да је потопила брод од око 3.000 тона, источно од Шетландских острва. Потопљени брод је највероватније био панамски трговачки брод El Sonador, које се последњи пут јавио 17. фебруара 1940. године, и од тада му се губи сваки траг. Истог дана, 18. фебруара, у 06:09 сати, норвешки трговачки брод Sangstad је погођен једним торпедом, које је испаљено са подморнице У-61, и тоне у року од 15 минута. Нема тачних података, колико чланова посаде је погинуло, или колико чланова посаде је спашено приликом потапања овог брода.
Дана, 27. фебруара 1940. године, подморница у-61 упловљава у базу Вилхелмсхафен, из које два дана касније креће ка бази Кил, где стиже 1. марта. У овој бази подморница У-61 пролази ремонт, а посада прави дужи одмор. Тек 11. априла 1940. године, она поново испловљава на патролирање, које ће трајати 27 дана, и завршиће се њеним упловљавањем 7. маја у базу Кил. Месец дана касније – 6. јуна, она креће у нову патролу. Као ни претходна патрола, тако ни ова, која ће трајати 26 дана, није донела никакве нове успехе, и завршава се упловљавањен 1. јула у базу Берген, Норвешка. Шест дана касније, 6. јула, подморница У-61 напушта базу Берген.
У 13:06 сати, 10. јула 1940. године, холандски трговачки брод  (заповедник J.M. Шоегл), који се 6. јула придружио конвоју OA-179, је погођен са два торпеда, која су испаљена са подморнице У-61, са даљине од свега 200 метара. Торпеда погађају брод, пробијају оплату брода, али не експлодирају. Иако Alwaki није био много оштећен, на броду је дата команда да се он напусти, пошто попречне преграде нису биле затворене до краја, па је вода све више и више полако продирала у брод. Један британски трговачки брод прилази и сакупља комплетну посаду холандског брода, и искрцава их у луци Кардиф 15. јула 1940. године. За то време британски реморкер HMS Bandit покушава да спаси холандски брод, али Alwaki тоне у 22:00 сати на свега 10 наутичких миља од Кеип Врета. Одсуство експлозије, навело је британски Адмиралитет да посумља, како је на броду извршена саботажа, те је он потонуо.
Шест дана касније – 16. јула, у 12:23 сати британски танкер Scottish Minstrel (заповедник Петер Дан) из конвоја HX-55 је погођен једним торпедом, испаљеног са подморнице У-61, на око 130 наутичких миља од Блоди Форленда. Експлозија торпеда изаизива пожар на броду, и он следећег дана тоне. Девет чланова његове посаде гине. Заповедника и још 31 члана посаде спашава британска корвета HMS Gardenia (K 99). 
Дана, 25. јула 1940. године, подморница У-61 упловљава у базу Кил, и то остаје мало више од месец дана – 29. август, када креће у ново патролирање. Након 18 дана патролирања, она упловљава у базу Лорјан, Француска, где се задржава 9 дана, а затим поново креће у патролу. Подморница У-61 зарвшава своје последње борбено патролирање 10. октобра 1940. године, када је упловила у базу Кил. До краја рата она служи као тренежни брод, и 2. маја 1945. године, у Влихелмсхафену, потапа је посада, како не би пала у руке савезницима.

## Команданти
- Јирген Оестен (12. август 1939 — 28. јул 1940)
- Волф-Харо Стиблер (28. јул 1940 — 5. новембар 1940)
- Вили Матке (5. новембар 1940 — 4. мај 1941)
- Ханс Ланг (5. мај 1941 — 15. јануар 1942)
- Хорст Гајдер (16. јануар 1942 — 9. новембар 1942)
- Волфганг Леи (10. новембар 1942 — 15. септембар 1943)
- Рудолф Шулце (16. септембар 1943 — 1. децембар 1944)
- Вернер Запф (2. децембар 1944. - март 1945)

## Бродови
| Име брода | Држава               | Тежина     | Година изградње | Датум напада       | Напомена       |
|           | Уједињено Краљевство | 4.434 тона | 1929.           | 22. децембар 1939. | Оштећен (мина) |
|           | Норвешка             | 2.434 тона | 1918.           | 22. јануар 1940.   | Потопљен       |
|           | Панама               | 1.406 тона | 1897.           | 18. фебруар 1940.  | Потопљен       |
|           | Норвешка             | 4.297 тона | 1925.           | 3. септембар 1940. | Потопљен       |
|           | Холандија            | 4.533 тона | 1922.           | 10. јул 1940.      | Потопљен       |
|           | Уједињено Краљевство | 6.998 тона | 1922.           | 16. јул 1940.      | Потопљен       |
| --------- | -------------------- | ---------- | --------------- | ------------------ | -------------- |